# Коврай (приток Днепра)
Коврай (укр. Коврай) — левый приток реки Днепра и бывший левый приток реки Ирклей, протекающий по Золотоношскому району (Черкасская область, Украина).

## География
Длина — 27, 25,3, в 1957 году — 24 км. Площадь водосборного бассейна — 256, в 1957 году — 245 км². Русло реки в среднем течении (водохранилище возле села Новоукраинка) находится на высоте 103,8 м над уровнем моря. После заполнения Кременчугского водохранилища в 1959-1961 годы река впадает в водохранилище, а не в реку Ирклей на 9,2-км от её устья. Река используется для хозяйственных нужд, технического водоснабжения, рыбоводства.  
Берёт начало от системы каналов возле села Франковка. Река течёт на юг. Впадает в Кременчугское водохранилище реки Днепра (на 660-км от её устья) юго-западнее села Коврай.
Долина симметрическая, шириной до 1 км, глубиной до 15 м. Пойма шириной до 100 м. Русло слабо-извилистое, шириной 4-5 м, пересыхает, из-за каскада прудов. Русло в верхнем течении преобразовано в магистральный канал и служит водоприёмником. На реке созданы пруды и водохранилища. Питание смешанное, преимущественно снего-дождевое. Ледостав длится с начала декабря до начала марта. Вода гидрокарбонатно-кальциево-магниевого состава (минерализация 0,4–0,5 г/дм³).
Пойма заболоченная с луговой или тростниковой растительностью. Вдоль берегов лесополосы.
Притоки: Франко (село Франковка) Безымянная (левый приток возле села Лукашевка). 
Населённые пункты на реке (от истока до устья):
1. Весёлый Хутор
2. Григоровка
3. Новоукраинка
4. Старый Коврай
5. Першотравневое
6. Коврай